# Chorizomena
Chorizomena là một chi bướm đêm thuộc họ Geometridae.

## Các loài
- Chorizomena nivosa Turner, 1939